# Nelson (Kater)
Nelson war ein Kater Winston Churchills, der während der Kriegskoalitionsregierung unter Winston Churchill als Chief Mouser  im Kabinettsbüro  des Vereinigten Königreichs diente.
Churchill wurde Zeuge, wie ein schwarzer Kater unbestimmter Abstammung einen großen Hund von der Admiralität verjagte. Beeindruckt von ihrem Mut adoptierte Churchill die Katze und benannte sie nach dem britischen Admiral Horatio Nelson.
Als Churchill im Mai 1940 Premierminister wurde, zog Nelson in die Downing Street 10 und wurde Chief Mouser im Kabinettsbüro an der Seite der damals amtierenden Kater Munich Mouser und  Chief Mouser Peter.  Nelson und Munich Mouser mochten sich nicht, und Nelson jagte Munich Mouser oft aus der Downing Street 10. Die Rivalität zwischen den beiden wurde später mit der von Larry und Palmerston, dem Chief Mouser des Foreign, Commonwealth and Development Office in Whitehall verglichen.
1946 wurde Nelson unter der Führung von Clement Attlee von Peter II abgelöst.